# Karlovacká župa
Karlovacká župa (chorvatsky Karlovačka županija) je jedna z chorvatských žup. Její rozloha je 3 625 km².

## Charakter župy
Karlovacká župa leží jižně od Záhřebu, v nížině, kterou vytvořila řeka Kupa. Rozkládá se ve vlastním Chorvatsku, v oblasti, kde se celá země zužuje. Sever je nížinný, jih hornatý. Kromě Kupy tu teče ještě mnoho menších řek, které se stékají v Karlovaci, hlavním městě oblasti. Žije tu 141 000 lidí, z nichž je 85 % Chorvatů a 11 % Srbů. Pro Chorvatsko má tato oblast největší význam v dopravě, vzhledem k tomu, že totiž spojuje Záhřeb s pobřežím Jadranu. Proto skrz oblast vede i železnice a nedávno otevřená dálnice ze Záhřebu do Splitu.

## Města
- Karlovac (hlavní)
- Ozalj
- Duga Resa
- Ogulin (železniční uzel)
- Slunj

## Opčiny
- Barilović
- Bosiljevo
- Cetingrad
- Draganić
- Generalski Stol
- Josipdol
- Kamanje
- Krnjak
- Lasinja
- Netretić
- Plaški
- Rakovica
- Ribnik
- Saborsko
- Tounj
- Vojnić
- Žakanje